# Henri Moline
Henri Moline est un réalisateur et un ingénieur du son français, né le 8 octobre 1934 à Nîmes et mort le 7 juillet 2003 à Bagnols-sur-Cèze (Gard).

## Biographie
Après des études de mathématiques supérieures à Nîmes, Henri Moline suit les cours de l’École nationale de photographie et cinématographie (section Son, promotion 1958). Il devient un  technicien réputé à ce poste en France et collabore notamment avec William Klein, Michel Deville et Maurice Pialat. Il participe à la naissance du cinéma africain de l’après indépendance, tournant à plusieurs reprises avec Sembène Ousmane et Med Hondo. Il travaille également à la télévision sur de nombreuses séries en qualité d'ingénieur du son.
Créateur de l'association Cinéma occitan, il réalise plusieurs courts-métrages entre 1970 et 1990.
Son film L’aubre vielh (L'Arbre vieux), avec Marcelle Delpastre et Jan dau Melhau, produit et monté par Jean Fléchet, obtient en 1979 le César du meilleur court métrage documentaire.

## Filmographie
Ingénieur du son
- 1966 : L'Âge heureux de Philippe Agostini
- 1968 : L'Enfance nue de Maurice Pialat
- 1969 : Muhammad Ali, the Greatest de William Klein
- 1970 : Nous n'irons plus au bois de Georges Dumoulin
- 1970 : Le Soldat Laforêt de Guy Cavagnac
- 1972 : L'Étrangleur de Paul Vecchiali
- 1972 : La Nuit bulgare de Michel Mitrani
- 1977 : Le Couple témoin de William Klein
- 1977 : Marche pas sur mes lacets de Max Pécas
- 1980 : L'Orsalhèr (Le Montreur d'ours) de Jean Fléchet
- 1980 : Le Voyage en douce de Michel Deville

Réalisateur
- 1970 : Luberon, mars 70
- 1971 : Tocant l’auripa
- 1972 : Complexes
- 1974 : Jòrgi Reboul, a trets, un jorn que bufava lo mistral, diffusé sur le réseau national de France 3 le 11 mars 1984.
- 1974 : Déclaration de candidature à la présidence de la république de Robert Lafont (non monté resté en archives)
- 1975 : Nous sommes en vacances
- 1978 : L'Arbre vieux
- 1980 : François Marty, cardinal
- 1986 : Tadjoura la blanche
- 1987 : Léon Cordes
- 1989 : Point d’interrogation
- 1990 : Communiquer quand même